# Vostè jutja
Vostè jutja fou un programa de televisió de TV3 dirigit i presentat per Joaquim Maria Puyal i Ortiga, amb la col·laboració de Carles Canut i Bartra que es va emetre entre el 30 de novembre de 1985 i el 25 de juny de 1987. Per la seva participació en el programa Puyal fou guardonat amb un dels Premis Ondas 1986.

## Desenvolupament
El programa barrejava concurs, ficció cinematogràfica que es referia a temes d'actualitat, exercici de llengua catalana, simulacre de judici i enquesta sobre el que pensava l'opinió pública catalana sobre qüestions punyents i fins i tot polèmiques. S'enfrontaven dos concursants en l'entorn d'un cas fictici que plantejava un dilema ètic, un d'ells era defensor i l'altre l'acusador, després de mostrar una situació en què finalment l'home savi del poble, el Rafeques (interpretat per Carles Canut) deia una frase que esdevingué molt popular: Li garanteixo un judici com cal. Després d'un duel dialèctic, dos jurats populars; un de cinc persones des de l'estudi i l'altre des de diferents comarques de Catalunya (format per vint-i-cinc persones dividides en cinc grups de cinc persones repartits de la següent manera: quatre grups en quatre comarques diferents cada programa i l'altre en un districte de Barcelona diferent cada programa, que intervenien des de les oficines o clubs de jubilats de la Caixa de Catalunya, patrocinadora del programa) i els espectadors, a través de trucades telefòniques, donaven el veredicte sobre el cas. L'acusador i el defensor es repartien un milió de pessetes depenent del grau de culpabilitat amb el que es puntuava el cas, de 0 (tolerable) a 10 (inadmissible). Els membres del jurat present a l'estudi podien escollir un premi, se'ls hi assignava un nombre de setmanes de permanència en el programa que variava depenent del valor del premi que escollien, i guanyaven el premi si dintre d'un marge d'error (anomenat coeficient) que també se'ls hi assignava depenent del valor del premi encertaven les puntuacions finals dels veredictes dels jurats populars repartits per tot Catalunya en les setmanes en què participaven.
A la segona temporada Puyal va afegir complexitat al format: presència d'altres concursants que apostaven qui creien que guanyaria, vídeos amb errades lingüístiques que permetien al concursar escollir el posicionament que defensaria en el cas.

## Miscel·lània
En una enquesta efectuada pel diari Ara el 2012 "Vostè jutja" fou votat com el concurs preferit dels lectors (amb el 17 % dels vots), per davant d'Un, dos, tres... responda otra vez (16 %) i "Saber y ganar" (13 %).
En el programa hi van concursar Mònica Terribas (que després treballaria amb Puyal en els seus programes posteriors), Josep-Lluís Carod-Rovira, Ernest Benach i Brauli Duart, quan encara no eren coneguts.
A la segona temporada, Antoni Bassas va formar part de l'equip del programa, fent-hi també de veu en off.
A la primera temporada, s'emetia els dissabtes a les nou de la nit, mentre que a la segona ho feia els dijous a la mateixa hora.